# 贡山楼梯草
贡山楼梯草（学名：Elatostema gungshanense）是荨麻科楼梯草属的植物，是中国的特有植物。分布于中国大陆的云南等地，生长于海拔2,400米至2,600米的地区，多生于常绿阔叶林中或石上，目前尚未由人工引种栽培。